# Katherine Bröske
Katherine Bröske, także jako Käthe (ur. 23 stycznia 1870 w Carycynie w ówczesnej Rosji – zm. 5 lutego 1929 we Wrocławiu) – niemiecka taterniczka, alpinistka, żona taternika Maximiliana Bröske.
Urodziła się jako Katharina Johanna Eleonore Sagowski w rodzinie niemieckich osadników, sprowadzanych na Powołże od czasów Katarzyny II. Od 1898 r. mieszkała w Zabrzu, gdzie jej mąż, dr Bröske, został dyrektorem nowo wybudowanej rzeźni gminnej. Katherine Bröske była aktywną taterniczką w latach 1902–1907. Jej głównymi partnerami wspinaczkowymi byli mąż oraz Simon Häberlein. W latach 1905–1912 odwiedzała Alpy, gdzie wraz z m.in. Häberleinem dokonała szeregu trudnych wspinaczek.
Na temat swoich wypraw, zarówno tatrzańskich, jak i alpejskich, wygłaszała odczyty, m.in. w Zabrzu, Gliwicach i Wrocławiu. Na jej cześć w językach niemieckim i węgierskim nazwano Małą Pośrednią Grań (Katharinenspitze, Katalincsúcs).
Kätherine Bröske zmarła 8 lutego 1929 r. we wrocławskim „Augustahospital”. Pochowano ją w Altfelde w Prusach Wschodnich (obecnie Stare Pole w pow. malborskim).

## Ważniejsze tatrzańskie osiągnięcia wspinaczkowe
- pierwsze wejście na Małą Pośrednią Grań, wraz z mężem i dwoma przewodnikami (Johann Hunsdorfer junior i Johann Hunsdorfer senior, 4 września 1902 r.)[2],
- pierwsze wejście na Żabiego Konia, południową ścianą, wraz z S. Häberleinem(12 września 1905 r.),
- pierwsze wejście na Żabią Turnię Mięguszowiecką, wraz z Häberleinem (1905 r.),
- pierwsze wejście na Wołową Turnię, z S. Häberleinem (1905 r.)[2],
- pierwsze wejście na Chłopka, wraz z S. Häberleinem,
- próba pierwszego zimowego wejścia na Staroleśny Szczyt, wraz z S. Häberleinem,
- pierwsze przejście południowej ściany Ostrego Szczytu, z zejściem wschodnią granią, wraz z mężem i S. Häberleinem (15 września 1905 r.),
- próba pierwszego zimowego wejścia na Staroleśny Szczyt (nieudana – wyprawa zakończyła się na Kwietnikowej Przełączce)[2], z S. Häberleinem (25 grudnia 1905 r.).